# Anas oustaleti
El ánade de las Marianas (ngånga' (palao) en chamorro) (Anas oustaleti) es una especie extinta de ave anseriforme de la familia Anatidae que habitaba en las islas Marianas. Su estatus taxonómico es debatido, y ha sido tratado variadamente como una especie separada, como subespecie del ánade real o del ánade cejudo, y a veces como una subespecie del ánade picopinto.

## Taxonomía

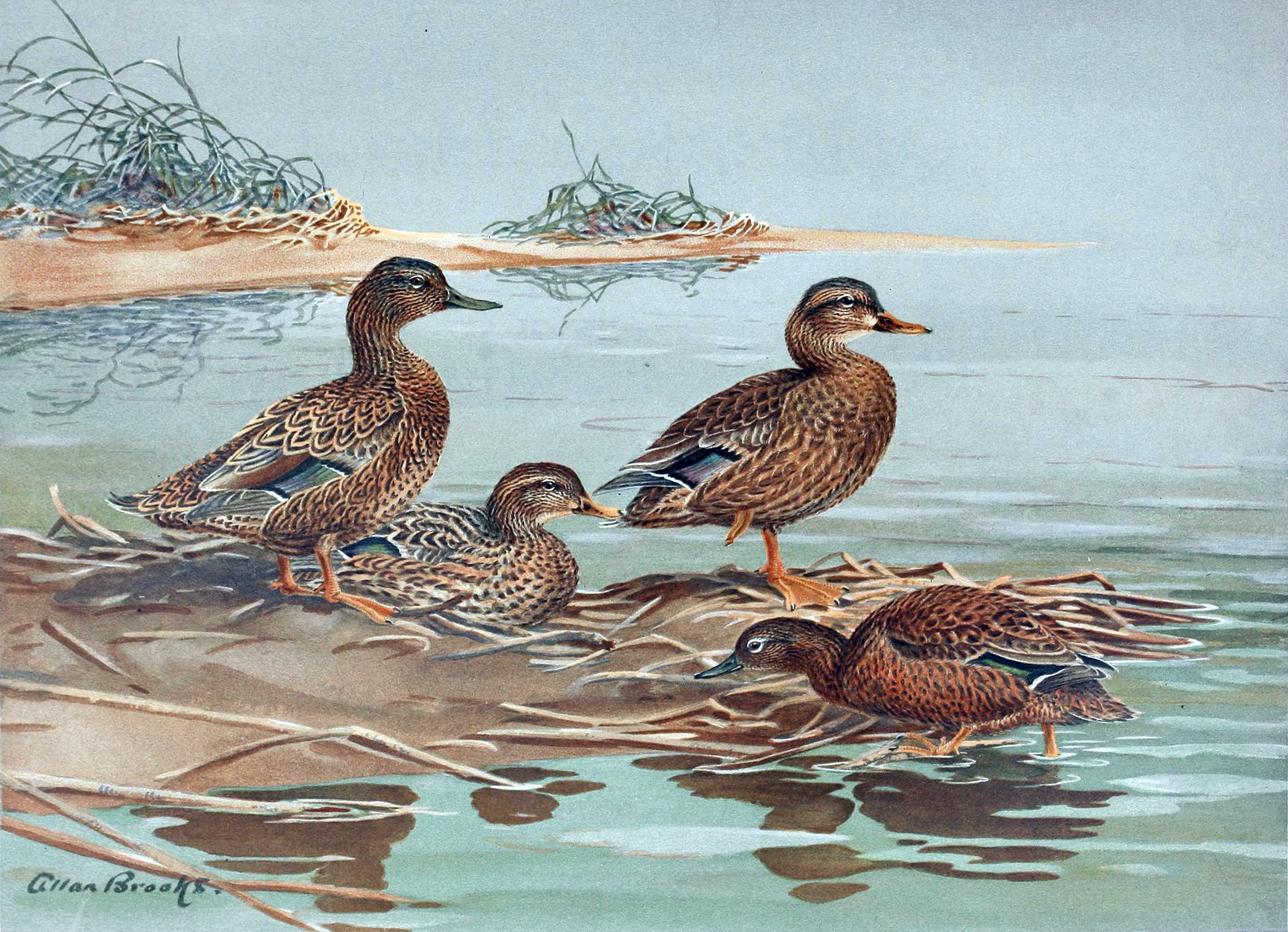
Ilustración de Allan Brooks (la tercera ave desde la izquierda)

El estatus taxonómico del ánade de las Marianas ha sido debatido, dado que se parece a un intermedio del ánade real y del ánade cejudo, dos especies alopátricas cercanamente relacionadas que se hibridan con frecuencia. Sus machos tenían dos morfos de colores intermedios, conocidos como los tipos "platyrhynchos" y "superciliosa" de acuerdo con la especie a la que más se asemejaban. Su primera descripción científica como una especie separada fue realizada por Tommaso Salvadori quien lo situó en el género Anas, y llamó a la especie por su recolector, el zoólogo francés Emile Oustalet. Salvadori sugirió que estaba relacionado con el ánade cejudo. Fue conocido antes por el pueblo chamorro, quienes lo denominaban ngånga' (palao) en su idioma, y por el pueblo de las Carolinas, que lo llamaban ghereel'bwel en idioma carolinio.
Tras Salvadori, muchos taxónomos, como Dean Amadon y Ernst Mayr, lo consideraron como una subespecie del ánade real. Yoshimaro Yamashina examinó los especímenes de los museos japoneses en 1948, y concluyó que el ánade de las Marianas era un ejemplo de especiación híbrida, y descendía del ánade real y la subespecie de Palau del ánade cejudo (Anas superciliosa pelewensis). Sin embargo, no hay evidencia molecular disponible para apoyar esta hipótesis. Algunos expertos, como Jean Delacour, han considerado al ánade de las Marianas como un simple híbrido, por lo cual está ausente de la monografía de cuatro volúmenes de Delacour sobre patos y de la Lista Roja de la IUCN. De ser correcta la hipótesis de Yamashina, el ánade de las Marianas presumiblemente habría evolucionado a un estatus de especie en solo diez mil años.
Ni los ánades de las Marianas ni su especie antecesora son conocidos por restos fósiles de las Marianas, lo cual hace dudar de la idea de que una población residente de ánades cejudos hubiera estado establecida desde hacía tiempo en las islas. No obstante, muchos abrigos rocosos y cuevas de las Marianas fueron arrasadas en la  batalla de Guam de 1944. Una especie de pato no volador fue descrito a partir de un hueso prehistórico hallado en la isla Rota en 1994; aparentemente no estaba cercanamente relacionado con el ánade de las Marianas.

## Descripción

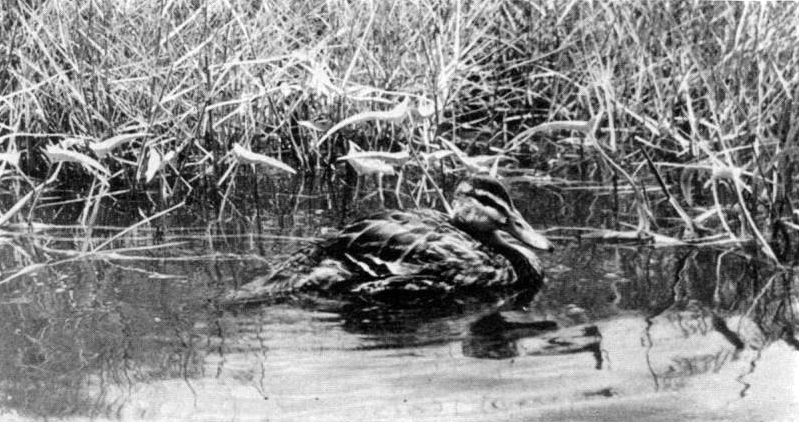
Foto publicada en 1949

Los ánades de las Marianas medían 51 – 56 centímetros de largo y pesaban aproximadamente 1 kilogramo, lo que los hace marginalmente menores que los ánades azules. Los dos morfos de coloración intermedia, "platyrhynchos" y "superciliosa", se hallaban en los machos.
Solo el primero tenía un distintivo plumaje nupcial (de apareamiento): la cabeza era verde como en los machos de ánades reales, pero menos brillosa, con algunas plumas lustrosas en los lados, una banda en los ojos de color pardo oscuro y un anillo blancuzco apenas visible en la base del cuello. La parte superior del pecho era de un castaño-rojizo oscuro con puntos de pardo-negro. El parche de las alas (espejuelo) y la cola también eran como el plumaje nupcial de los machos de ánade azul, incluyendo plumas centrales rizadas de la cola, pero las puntas de las alas eran brillosas. La parte baja era una mezcla entre las plumas grises vermiculadas del ánade real y las paradas del ánade cejudo. El resto del ave lucía como el macho del ánade cejudo con la parte inferior de las alas de color más claro. El pico era negro en la base y oliva en la punta, los pies de naranja rojizo con membranas de tono más oscuro y el iris pardo. El plumaje de eclipse lucía similar al oscuro plumaje de muda del ánade real.
Los machos del tipo "superciliosa" se asemejaban al ánade cejudo con una cabeza de coloración menos marcada, la lista superciliar y mejillas de color lustroso y una banda malar (en la mejilla) apenas visible. Las plumas de la parte superior del pecho, los flancos y la zona escapular tenían bordes anchos brillosos, con la zona inferior de tono claro. El espejuelo era usualmente como en el tipo "platyrhynchos", es decir parecido al del ánade real, pero al menos dos especímenes tienen el espejuelo verde del ánade cejudo. El pico era como el de A. superciliosa, y el iris y patas eran parecidos al tipo "platyrhynchos".
La hembras lucían en esencia como una hembra de ánade real más oscura con naranja en las patas y cerca de la punta del hocico un color más claro.

## Distribución
La distribución geográfica de esta ave incluía, al menos en tiempos recientes, las islas de Guam, Saipán y Tinián. Dos ánades sin identificar fueron vistos en Rota en 1945, pero nunca se registraron desplazamientos de A. oustaleti entre Saipán y Tinián, las cuales se sitúan apenas a 8 kilómetros de distancia entre sí, por lo cual estos eran probablemente ánades migratorios errabundos, aunque Marshall (1949) sospechaba a partir de evidencia circunstancial que dicho desplazamiento había ocurrido. Sin embargo, la distancia entre Guam y Rota es de cerca de 80 kilómetros, lo que hace improbable la migración intencional entre estas islas.

## Biología
El ánade de las Marianas habitaba humedales, mayormente tierra adentro pero ocasionalmente también en zonas costeras. En Guam, era más abundante en el valle del río Talofofo, en Tinián en el lago Hagoi y el lago Makpo (antes de que fuera drenado y conocido como el pantano Makpo), y en Saipán en la laguna Garpan y en el lago Susupe y sus alrededores. Estas aves eran más bien recluidas, prefiriendo hábitats resguardados con abundancia de humedales y plantas acuáticas – matorrales de helechos (Acrostichum aureum) y juncales (Scirpus, Cyperus y Phragmites), en los cuales también anidaban. Usualmente se encontraban en parejas o en pequeñas bandadas, pero en sus hábitats principales podían hallarse grandes grupos de docenas y raramente grupos de más de 50–60 individuos. Aparte del posible desplazamiento entre islas, estas aves no eran migratorias.
La alimentación y reproducción no están bien documentadas, pero no se espera que difirieran de las de sus parientes inmediatos. El ánade de las Marianas se alimentaba de invertebrados acuáticos, vertebrados pequeños y plantas, y aunque no se observó que se sumergieran parcialmente como los ánades reales, es probable que lo hicieran.
Se registró que su reproducción era desde al menos desde enero a julio, con un pico entre junio-julio al final de la estación seca. Un espécimen macho capturado en octubre aún estaba en condiciones de reproducirse; por lo tanto, estas aves pueden haberse reproducido a lo largo de casi todo el año en algunas ocasiones. Infortunadamente, nunca se llegó a registrar su comportamiento de apareamiento, el cual se centra más en el ánade real que es muy sexualmente dimórfico en la presentación de señales visuales que en el caso del ánade cejudo que es monomórfico (aunque el comportamiento es generalmente similar en ambas especies). Las puestas consistían de 7 a 12 huevos de forma oval y color gris verdoso pálido, midiendo cada huevo 6.16 x 3.89 centímetros en promedio. La incubación duraba alrededor de 28 días, y los machos no tomaban parte en esta ni en el cuidado de las crías. Los juveniles eran precoces y nidífugos, emplumeciendo cuando cumplían ocho semanas de edad y se volvían sexualmente maduros al año siguiente.

## Extinción
Estas aves declinaron debido a la desecación de los humedales para la agricultura y la construcción. La presión debido a la caza probablemente fue fuerte, a pesar de la prohibición de la posesión de armas bajo el control japonés (1914–1945), ya que las aves eran incautas antes las trampas, y en cualquier caso la prohibición de armas fue levantada tras la Segunda Guerra Mundial. Por la década de 1940, ya era raro ver bandadas de más de una docena de ejemplares. En Guam, los últimos avistamientos se produjeron en 1949 y en 1967, este último de un único ejemplar posiblemente errabundo y en Tinián en 1974. Ya que el lago Susupe ofrecía el hábitat más abundante y menos accesible, aun cuando sufrió también por la polución por los desechos de los molinos de azucareras, la población de Saipán persistió por unos cuantos años más. El ánade de las Marianas fue declarado como una especie en peligro a nivel federal el 2 de junio de 1977. En 1979, se hallaron y capturaron a dos machos y a una hembra en Saipán; uno de los machos fue más tarde liberado, siendo así el último ejemplar salvaje que haya sido encontrado. La pareja fue llevada al área de entrenamiento de Pohakuloa en Hawái, y posteriormente al parque SeaWorld San Diego, en donde se intentó que se reprodujeran en cautividad. Sin embargo, la iniciativa no tuvo éxito y la especie se extinguió con la muerte del último individuo en 1981. Se llevaron a cabo búsquedas en los años siguientes, pero con seguridad la especie ya había desaparecido por completo para entonces. Esta ave fue removida de la lista de especies en peligro del Servicio de Pesca y Vida Silvestre de los Estados Unidos en febrero de 2004, debido a su extinción.
La recolección de especímenes para museos y colecciones privadas debe haber tenido un efecto temporal durante el control japonés sobre las islas. Aunque hay un registro de menos de 100 especímenes, muchos fueron tomados en las décadas de 1930 y 1940 para coleccionistas japoneses; dados los hábitos sedentarios y el pequeño tamaño de la población de la especie, esto puede haber puesto en peligro a poblaciones locales al punto de su extinción. Por fuera de Japón, se conocen 7 especímenes (incluyendo al holotipo) que están en el Museo Nacional de Historia Natural de Francia en París, uno en el Museo de Historia Natural de Tring, dos en el Museo Nacional de Historia Natural de los Estados Unidos en Washington D. C. y seis en el Museo Americano de Historia Natural en Nueva York. Hay reportes de ejemplares adicionales en Cambridge (Massachusetts) y en Lisboa.